# Kamienica przy Rynku 25 we Wrocławiu
Kamienica przy Rynku 25 – kamienica na wrocławskim Rynku, na południowej pierzei Rynku, tzw. stronie Złotego Pucharu.

## Historia kamienicy i jej architektura
Pierwszy budynek na działce nr 25 wzniesiono w późnym średniowieczu. Był to murowany jednoizbowy dom mieszkalny. Około 1770 roku budynek został przebudowany; w jego miejsce powstała trzykondygnacyjna kamienica. W 1906 roku kamienica została częściowo wyburzona, a w jej miejsce wzniesiono pięciokondygnacyjny dom handlowy Stein & Koslowsky. Jego projektantem był Alvin Wedemann. W nowym budynku zachowano średniowieczne piwnice oraz murowane ściany szczytowe, pomiędzy którymi położono stalowe, ponad 10- metrowe rygle, a na nich żelbetonowe stropy. Budynkowi nadano secesyjno-barokowy wygląd: fasada miała formę pięciokondygnacyjnej kamiennej ramy utworzonej przez skrajnie umieszczone masywne pilastry w wielkim porządku wspierający kamienny szczyt. U dołu pilastry zakończone były płaskorzeźbionymi profilami orła i pelikana. Na wysokości pomiędzy drugą a czwartą kondygnacją, w osi środkowej fasady, umieszczono płaski wykusz zakończony secesyjno-barokową balustradą. Na piątej kondygnacji umieszczono okna łukowe. Fasada zakończona była wysuniętym gzymsem a nad nim dwukondygnacyjnym szczytem, na którego środku umieszczono owalne okno flankowane rzeźbami chłopców trzymających girlandy liści laurowych. Wysoki szczyt zakrywał dwuspadowy dach o układzie kalenicowym.
W kamienicy na czterech pierwszych kondygnacjach urządzono duże sale sprzedaży. Część parteru zajmowały w całości witryny wystawowe i para oszklonych drzwi, z których jedno umieszczone centralnie prowadziły do sklepu, a drugie znajdujące się na skraju fasady do ewakuacyjnej klatki schodowej. Powyżej trzeciego piętra znajdowały się pomieszczenia produkcyjne.
Pierwszym właścicielem domu handlowego była firma bieliźniarska Stein & Koslowsky, która swoją dotychczasową siedzibę miała w kamienicy nr 16. Na przełomie lat dwudziestych i trzydziestych XX wieku budynek przejęła spółka Herz & Ehrlich założona w 1846 roku. Drugi jej salon znajdował się w przyrynkowej kamienicy nr 9 (nieistniejącej). Według Krystyny Kirschke dom handlowy Herz und Ehrlich został otwarty w 1920 roku. W tym samym okresie przebudowano układ wejść i witryn.

### Właściciele i postacie związane z kamienicą
W latach 1420-1425 właścicielem posesji był kupiec Markus Beckensloer. Był on właścicielem kilku innych kamienic, m.in. przy ulicy Kuźniczej (od 1430) i przy ul. Więziennej (od 1438). Następnie posesja została sprzedana kupcowi Alexiusowi Banke (Bancke). Był on również finansistą jak i rajcą a w 1452 pełnił funkcję prowizora Nowego Szpitala Bożego Grobu. Od 1417 do 1427 był właścicielem kamienicy nr 27 na tej samej pierzei Rynku. Prawdopodobnie brak przejazdu na zaplecze domu był powodem przeprowadzki do kamienicy nr 25. W kamienicy Alexius Banke mieszkał do śmierci w 1454 roku. Dom odziedziczyła jego żona Barbara i był jej własnością do 1466 roku. Przez kolejne dwadzieścia dwa lata posesja przechodziła w ręce spadkowiczów, sześciorgu dzieci i ich krewnych. 
W 1484 kamienicę kupił Wenzil Reychil młodszy. Jego ojciec od 1442 był właścicielem kamienicy nr 17 przy tej samej pierzei Rynku. Wenxil młodszy odziedziczył go po śmierci ojca w 1460. W XV wieku rodzina Reichel miała kilku potomków o imieniu Reichel i identyfikacja, który ze znanych wówczas Wenzlów został właścicielem kamienicy jest utrudniona. Wyróżnia się dwóch przedstawicieli rodu: ojcu zmarłego w 1460 roku i jego syna zmarłego w 1489 roku. Starszy Wenzel był posłem w Pradze, w latach 1443-1460 wybierany rajcą lub ławnikiem oraz kupcem i nabywcą wielu rent, gruntów i udziałowcem w monopolu rybołówstwa. Młodszy Wenzil w latach 1483-1489 był wybierany na ławnika. Zginął 20 sierpnia 1489 roku w Budzie. Po jego śmierci kamienica przeszła w posiadanie jego spadkobierców od 1493 roku jego jedynym właścicielem został Niclas Rytter, ówczesny właściciel domu przy Placu Solnym 17. W 1494 Niclas zmarł a kamienicę odziedziczyła jego córka Urszula i jej mąż Benedykt. W ich posiadaniu kamienica znajdowała się do 1501 roku.

## Po 1945
Podczas działań wojennych w 1945 roku kamienica uległa niewielkim zniszczeniom. W latach 70. XX wieku budynek przeszedł przebudowę. Wymieniono wówczas witryny oraz przebito strop pomiędzy parterem a I piętrem, łącząc je wachlarzowymi schodami. Od 1956 roku w Rynku 25 mieści się siedziba Mody Polskiej i Dolnośląskiego Zakładu Doskonalenia Zawodowego.